# Florian Grassl
Florian Grassl (Freilassing, 22 de abril de 1980) es un deportista alemán que compitió en skeleton. Ganó una medalla de plata en el Campeonato Mundial de Skeleton de 2004 y una medalla de bronce en el Campeonato Europeo de Skeleton de 2003.

## Palmarés internacional
| Campeonato Mundial | Campeonato Mundial   | Campeonato Mundial | Campeonato Mundial |
| Año                | Lugar                | Medalla            | Prueba             |
| ------------------ | -------------------- | ------------------ | ------------------ |
| 2004               | Königssee (Alemania) | Medalla de plata   | Individual         |
| Campeonato Europeo |                      |                    |                    |
| Año                | Lugar                | Medalla            | Prueba             |
| 2003               | Sankt Moritz (Suiza) | Medalla de bronce  | Individual         |